# Памятник Екатерине II (Екатеринослав)

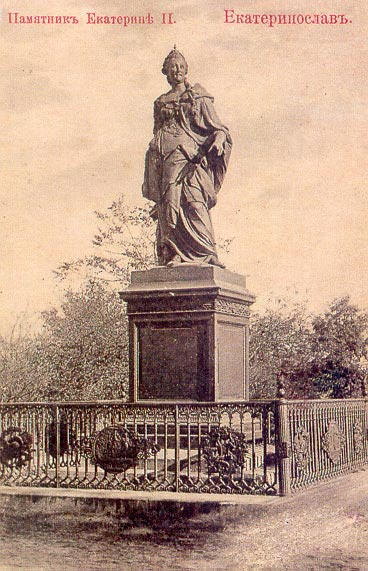
Памятник императрице Екатерине II в Екатеринославе

Памятник Екатерине II — не сохранившийся памятник императрице Екатерине II в Екатеринославе (ныне Днепр).
Был установлен в 1846 году на Соборной площади перед воротами ограды Спасо-Преображенского собора. Бронзовая статуя была отлита в Берлине в 1788 году.

## История
Бронзовая статуя была в восьмидесятые годы XVIII века заказана Григорием Потёмкиным в Берлине скульптору Мейеру, в 1782 году отлита, а в 1786-м окончательно отделана, о чём свидетельствовала и надпись на ней: «Мейер лепил, Наукиш отлил, Мельцер отделал спустя шесть лет в 1786 году». Г. А. Потемкин скончался, так и не расплатившись за статую. Несколько лет спустя статую приобрел Николай Афанасьевич Гончаров, решив установить её в Полотняном Заводе в память о посещении его Екатериной II в декабре 1775 года. Такова была семейная легенда Гончаровых. Но Александр Пушкин, и его друзья, в том числе С. А. Соболевский, всю эту историю излагали иначе, называя заказчиком самого Н. А. Гончарова.
Скульптура была доставлена в Полотняный Завод, где и пребывала долгие годы, так и не установленная. Установке скульптуры в имении помешала смерть Николая Афанасьевича Гончарова, а позднее — нежелание наследников хлопотать о разрешении на установку и вступать в новые неизбежные расходы. Когда же Александр Пушкин посватался к Наталье Николаевне Гончаровой, то её деду, Афанасию Николаевичу Гончарову, пришла в голову идея продать статую на металл, чтобы вырученные деньги отдать в приданое внучке, и договорился о цене в 40 тысяч рублей. Но, несмотря на то, что было получено разрешение на переплавку и продажу статуи у самого императора, продажа не состоялась.
В письме от 29 мая 1830 года начальнику Третьего Отделения Собственной Е. И. В. канцелярии А. Х. Бенкендорфу Пушкин писал:
«Прадед моей невесты некогда получил разрешение поставить в своем имении Полотняном Заводе памятник Имепратрице Екатерине II. Колоссальная статуя, отлитая по его заказу в Берлине, неудачна и не может быть воздвигнута. Вот уже более 35 лет, как она погребена в погребах дома. Торговцы медью предлагали за неё 40 тыс. рублей, но теперешний владелец Гончаров не хотел на это согласиться. Он дорожил этой статуей, несмотря на её уродливость, памятуя о благодеяниях покойной Государыни. Он боялся, что если уничтожит статую, то потеряет право вновь воздвигнуть монумент. Теперь, когда брак его внучки решен, он оказался без средств и после Государя лишь его Августейшая Прабабка может его вывести из затруднения».
Через месяц Пушкин получает ответное письмо, в котором говорилось, что «Государь изъявил соизволение своё на расплавление имеющейся у Гончарова колоссальной неудачно изваянной в Берлине бронзовой статуи, блаженной памяти Императрицы Екатерины II».
Мысль о продаже и переливке бронзовой статуи постоянно тревожила А. Н. Гончарова, так как его материальное положение становилось день ото дня все сложнее. Набрав в своё время кредитов на огромные суммы, он погряз в долгах. Пушкин неоднократно упоминает статую в переписке, называя её «медной бабушкой». Скульптура была перевезена в Петербург и стояла во дворе дома Алымовых, где в то время жили Пушкины. 8 июня 1832 года Пушкин обращается к Бенкендорфу с письмом : «…Статуя оказалась прекрасным произведением искусства, и мне стало совестно и жалко её уничтожать… Ваше превосходительство… подали мне надежду, что её могло бы купить у меня правительство; поэтому я велел привезти её сюда». Он предлагает установить памятник «либо в одном из учреждений, основанных императрицей, либо в Царском Селе, где её статуи недостает», и хочет получить за неё «25 000 рублей, что составляет четвертую часть того, что она стоила».
Только после смерти Пушкина скульптура была продана (в тексте «Твой 19-й век» Натана Эйдельмана приводится: «Нам положительно известно, — сообщает… многознающий пушкинист Петр Бартенев, — что А. С. Пушкин продал заводчику Берду бронзовую статую Екатерины за три тысячи ассигнациями.»), при поддержке графа Михаила Воронцова, владельцу литейного завода Францу Берду в Санкт-Петербурге, у которого её, в свою очередь, купило екатеринославское дворянство, решившее также, как Н. А. Гончаров, отметить память «великой жены», основавшей их город во время того же самого путешествия на юг в 1775 году, когда она заезжала в Полотняный Завод. Екатеринославское дворянство, желая установить в своем городе памятник основательнице города, собиралось заказать его изготовление. Однако, когда выяснилось, что у фабриканта Бердта на заводе находится невостребованная статуя Екатерины II, которую он купил у А. Н. Гончарова, Бердт продал её екатеринославскому дворянству, и статуя украсила собою город Екатеринослав.
В 1846 году статуя была установлена на главной городской площади Екатеринослава, перед Екатерининским собором, заложенным некогда великой императрицей. Памятник Екатерине стал визуальным центром, фокусом Соборной площади.
Хотя доску с постамента украли ещё в начале XX века, сам памятник простоял на старом месте до 1914 года. Позже был перенесён во двор здания Исторического музея.
В 1941 году статуя исчезла, и её судьба до сих пор неизвестна. Натан Эйдельман указывает, что статуя была переплавлена немецкими оккупантами для военных нужд.

## Описание
Памятник представлял статую императрицы, обращённую к югу, в торжественной римской одежде. Правой рукой Екатерина II указывала на раскрытую книгу законов, левой указывала на юг, что, видимо, означало движение Российской империи в южном направлении, к Константинополю. В передней части статуи, ниже ног фигуры императрицы, находилась надпись (на латинском языке): «Артисты берлинские работали: Мейер вылепил, Маукиш дал вид, Мельтцер закончил после шести лет. 1788». На постаменте памятника была укреплена доска с посвятительной надписью от екатеринославского дворянства. Памятник окружала красивая чугунная ограда, украшенная военной атрибутикой. В рисунок ограды вплетались гербы городов Екатеринославской губернии. Высота статуи Екатерины II составляла 4,5 аршина (3,2 м), всего памятника — около 5 метров.